# Кашинский, Иван Григорьевич
 Иван Григорьевич Кашинский (Кащинський) (1772—1846) — доктор медицины, гоф-медик, корреспондент Санкт-Петербургской медико-хирургической академии. Один из первых русских воздухоплавателей.

## Биография
Иван Григорьевич Кашинский родился в семье священника Григория Кащинського, служившего Свято-Покровской церкви Василькова.
С сентября 1783 года проходил обучение в Киево-Могилянской академии.
В 1793 году стал воспитанником Санкт-Петербургского медико-хирургического училища при Генеральном сухопутном госпитале.
В 1797 году, окончив училище, стал кандидатом медицины и хирургии. После этого поступил на службу в должности лечащего ординатора Санкт-Петербургского Генерального сухопутного госпиталя.
В 1798 году получил звание врача 1-го класса и стал трудиться в родильном отделении Воспитательного дома в Санкт-Петербурге.
Вернувшись из командировки в Лифляндию (1799) стал врачом Государственного училища земляного строительства.
В 1803 служил штаб-врачом Московского военного госпиталя. С 1806 года Иван Кашинский — врач лейб-гвардии Измайловского полка, участвовал в военных действиях против французской армии (1806—1807).
С 1807 года — врач Преображенского полка, с 1808 года — врач 5-й пехотной дивизии.
Участвовал в войне против Наполеона, получил чин надворного советника. В 1815 году по причине болезни перешел на должность профессора в Санкт-Петербургскую Академию художеств.
В 1816 году за научные работы и проведения операций во время войны получил звание доктора медицины и хирургии.
В 1817—1821 годы — гоф-медик. С 1824 по 1831 годы — инспектор Тамбовской временной врачебной управы.

### Научная деятельность
Иван Кашинский переводил различные труды с немецкого и латинского языков, а также написал ряд оригинальных работ по медицине.
В 1790 году издал в Санкт-Петербурге работу В. Рихтера «Полная диэтика». В 1799 году Кашинский перевел с латинского языка и издал работу И. Я. Пленка «Избранные предметы к судебной медицине относящиеся», дополнив книгу рядом приложений. Также с собственными дополнениями издал перевод с немецкого языка «Домашней аптеки» (СПб., 1842).
Кашинский — автор фундаментальной работы «Краткая медико-хирургическая материя медика, или Наука о лекарствах, кои обыкновенно употребляются для врачевания внутренних и наружных болезней человеческого тела, выбранные из лучших писателей врачебного веществословия». В этом труде представлена классификация, описание свойств и способы употребления более чем 400 лекарств. Эта работа, изданная Санкт-Петербургской Академией Наук, считалась одним из лучших учебников по медицине того периода. Кашинский доказал эффективность лечения мочекаменной болезни при помощи минеральных вод. За это он в 1803 году получил звание штаб-лекаря. Идеи о лечении минеральными водами были изложены в работе «Способ составлять минеральные Целительные воды».

### Воздухоплавание
Иван Кашинский был увлечён воздухоплаванием. Был одним из первых в Российской империи, совершивших полёт на воздушном шаре.
О своем первом полете штаб-лекарь заранее оповестил жителей Москвы, выпустив «особливую афишку». В афише было написано, что он «…поднявшись в 5 часов по полудни на весьма великую высоту на воздух, если только будет благоприятствовать погода, сделает опыт с парашютом, и по отделении оного от шара, поднимется ещё гораздо выше для испытания атмосферы.»
Иван Кашинский хотел, чтобы представители аристократии заметят его опыты и из патриотических чувств выделят помощь для проведения дальнейших опытов. Полет был изначально анонсирован на 24 сентября, но по совокупности причин был несколько раз перенесён. Фактически он прошёл 6 октября. В «Московских ведомостях» было напечатано объявление, в котором сообщалось, что воздушный шар «поднимется на высоту»… «с военным кораблем в уменьшенном масштабе». После подъёма на высоту 200 сажен «на корабле последуют 12 пушечных выстрелов, а при последних из оных корабль при помощи своих парусов и парашюта опустится опять на тот же пруд, с которого он полетел, и после того будет плавать по воде, представляя собой военный корабль на морской баталии, производящий огонь изо всех своих отверстий». Шар и парашют были изготовлены Кашинским самостоятельно на собственные деньги.